# Каталіз
Ката́ліз (від грец. κατάλυσις — розпад) — зміна швидкостей хімічних реакцій чи їх збудження внаслідок дії речовин (каталізаторів), які беруть участь у процесах, однак не входять до складу кінцевих продуктів.

## Загальний опис
Зазвичай під терміном каталіз розуміють явище, коли в присутності каталізатора відбувається «позитивний каталіз», тобто збільшення швидкості реакції.
Явище  прискорення  певною  речовиною (каталізатором) хімічної реакції відбувається за рахунок зменшення вільної енергії перехідного стану (у випадку складної реакції — найвищого перехідного  стану),  причому  хімічна  рівновага  в  реагуючій системі не зміщується. Оскільки змінюються швидкості прямої  та  зворотної  реакцій,  то  змінюється  лише  швидкість досягнення  рівноваги.  У  випадках,  коли  пряму  й  зворотну
реакцію  каталізують  різні  частинки,  може  спостерігатись
позірне зміщення рівноваги, що фактично пов'язане зі зміною
активностей компонентів.
Каталізатор може багаторазово брати участь у хімічних взаємодіях, у кількості набагато меншій за кількість реагуючих речовин. Також застосовуються речовини, що сповільнюють хід реакції — інгібітори або антикаталізатори.

## Історія

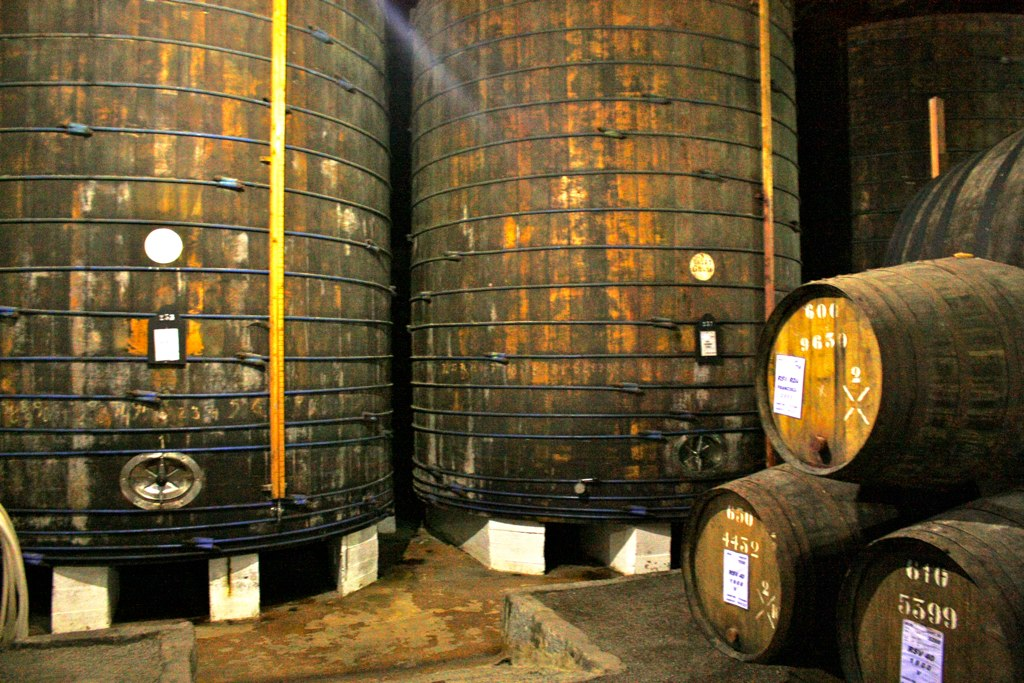
Бродильні бочки у винному сховищі компанії «Croft Port» (2009)

Людство використовувало каталіз з давніх-давен, не знаючи про це. Бродіння, як один з прикладів каталізу, застосовувалося при варінні пива, виготовленні вина та сирів. Пізніше здатність лугів каталізувати гідроліз естерів застосовували у процесі виготовлення паперу. В середині XVIII століття в Англії було відкрито перше хімічне виробництво, яке базувалося на гомогенній каталітичній реакції, — окисненні оксиду сірки в присутності оксидів азоту.
У березні 1835 року хімік Єнс Якоб Берцеліус подав до Шведської академії наук статтю, в якій він доповідав про спостереження за сполуками, що впливають на розклад речовин та утворення нових, причому самі вони залишаються незмінними. У статті Берцеліус наводив уривки робіт європейських вчених: Кірхгоффа (1812), Деві (1817), Деберайнера (1822), дослідження яких були тісно пов'язані з процесами каталізу. Саме Берцеліус назвав описані явища каталізом.
До кінця XIX століття вважалося, що каталізатор ініціює перебіг реакцій. Вільгельм Оствальд був першим, хто зрозумів, чому за його відсутності реакція не відбувається: це не тому, що вона взагалі не відбувалася, а тому, що її швидкість є надто малою для експериментального виявлення. Після робіт Оствальда теорія каталізу набула сучасних рис.
Теорії каталізу, створені в різні часи розвитку науки, умовно поділяють на три основні групи:
- фізичні теорії каталізу
  - адсорбційні теорії (Майкл Фарадей, Майкл Полані)
- хімічні теорії каталізу
  - теорії проміжних сполук (Поль Сабатьє, Георгій Боресков)
- узагальнені теорії каталізу
  - теорія активованої адсорбції (Ірвінг Ленгмюр, Г'ю Тейлор)
  - мультиплетна теорія (Микола Зелінський)
  - електронна теорія (Лев Писаржевский, Федір Волькенштейн)
  - ланцюгова теорія (Микола Семенов, Владислав Воєводський)
  - теорія абсолютних швидкостей реакції
  - теорія активованого комплексу (Генрі Ейрінг, Майкл Полані)
  - теорія агравації (Микола Кобозєв)
  - теорія активних центрів (Г'ю Тейлор)

## Принципи каталізу

Одна каталізована реакція замінюється кількома проміжними, з меншим енергетичним ефектом

Суть каталізу полягає у прискоренні досягнення рівноваги хімічної реакції шляхом введення проміжних взаємодій за участю каталізатора:
{\displaystyle \mathrm {A+Kat\rightarrow AKat\!} }
{\displaystyle \mathrm {AKat+B\rightarrow AB+Kat\!} }
Таким чином, реакція протікає через ряд елементарних стадій, які в сукупності мають нижчу енергію активації, аніж пряма реакція без каталізатору. Навіть незначний виграш у різниці енергій активації за даних умов дозволяє суттєво збільшити швидкість реакції. Ця залежність описується експоненційним рівнянням Арреніуса:
{\displaystyle k=Ae^{{-E_{a}}/{RT}}}, де
{\displaystyle k} — швидкість реакції
{\displaystyle A} — передекспоненційний множник, який мало залежить від температури
{\displaystyle E_{A}} — енергія активацї (Дж/моль)
{\displaystyle R} — універсальна газова константа (Дж/(К моль))
{\displaystyle T} — абсолютна температура (К)
Каталізатор може додаватися в систему окремо або ж утворюватися в ході взаємодії — такий випадок називають автокаталізом. Наприклад, при окисненні щавелевої кислоти розчином солі перманганату утворюються іони Mn2+, які виступають каталізатором реакції:
{\displaystyle \mathrm {2MnO_{4}^{-}+5C_{2}O_{4}^{2-}+16H^{+}\rightarrow 2Mn^{2+}+10CO_{2}+8H_{2}O\!} }

## Класифікація
За принципом фазового стану реагентів та каталізаторів розрізняють такі типи каталізу:
- гомогенний — каталізатор та реагенти знаходяться в одній фазі
  - газофазний
  - рідиннофазний
- гетерогенний — каталізатор та реагенти знаходяться в різних фазах
  - каталіз рідкими каталізаторами, які збільшують швидкість взаємодії між рідинами та газами або між рідинами, що не змішуються
  - каталіз твердими каталізаторами, які прискорюють взаємодії між рідкими та газоподібними речовинами
- мікрогетерогенний — процеси відбуваються у рідкій фазі за участі колоїдних часток металів в ролі каталізатора
- ферментативний — процеси у біологічних системах за участі білкових сполук — ферментів.

## Окремі різновиди каталізу

### Біфазний каталіз
Каталіз у системі, що складається з двох взаємно нерозчинних рідких фаз, в одній з яких знаходиться каталізатор, а в іншій
відбувається каталізована ним реакція. Такий спосіб допомагає вирішити проблему вилучення каталізатора. Одна з фаз звичайно є водним розчином.

### Біфункційний каталіз
Див. Біфункційний каталіз
Каталіз біфункційними хімічними сполуками, що відбувається за механізмом, в якому обидві групи беруть участь у лімітуючій стадії через циклічний проміжний комплекс.

### Гомогенний каталіз
Каталiз, який здiйснюється каталiзаторами, що знаходяться в однiй фазi з реагентами.
Гомогенний каталіз може протікати у газоподібній чи рідкій фазах при відповідному стані каталізатора. На перший план виходять умови перебігу реакцій: концентрації реагентів, температура, тиск, інтенсивність перемішування. Механізм гомогенного каталізу полягає в утворенні між реагентами та каталізатором малостійких проміжних сполук, що існують у тій самій фазі і після розпаду яких каталізатор регенерується.
За механізмом розрізняють іонні, радикальні та молекулярні каталітичні реакції. Механізм іонного каталізу полягає в обміні протонами між каталізатором та реагентами, який супроводжується внутрішньомолекулярними перетвореннями. При радикальному механізмі, коли каталізатор лише ініціює ланцюгову реакцію, швидкість процесу не пропорційна концентрації каталізатора.
Каталізаторами в розчинах слугують мінеральні кислоти, луги, іони металів, а також речовини, які сприяють виділенню вільних радикалів. Прикладом гомогенного каталізу є синтез бісфенолу А (хлоридна кислота як каталізатор):
Основним недоліком гомогенного каталізу є труднощі з виділенням каталізатору з кінцевої реакційної суміші, в результаті чого частина каталізатору втрачається, а продукт забруднюється ним.

### Гетерогенний каталіз
Легкість відділення газової або рідкої реакційної суміші від твердого каталізатору послугувала причиною широкого використання гетерогенного каталізу. Більшість нині існуючих промислових процесів — реакції між газоподібними реагентами за участі твердих каталізаторів.

Процес каталізу на поверхні Q між водною та органічною фазами

Процес каталізу на поверхні твердого каталізатору відбувається в кілька елементарних стадій:
1. дифузія реагентів з потоку речовин до поверхні каталізатору;
2. хемосорбція у порах поверхні;
3. перегрупування атомів з утворенням поверхневих комплексів;
4. десорбція продуктів з поверхні;
5. дифузія від поверхні до потоку речовин.

Одним з прикладів гетерогенного каталізу є гідрування монооксиду вуглецю на поверхні залізо-родієвого каталізатору:

### Ферментативний каталіз

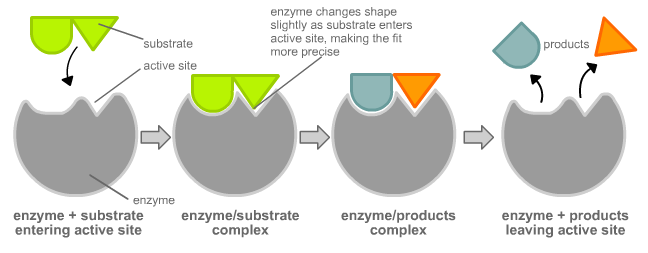

Ферментативний каталіз здійснюється за допомогою білкових сполук ферментів (ензимів). Їх відмінність від небілкових каталізаторів полягає у високій специфічності: кожен фермент каталізує лише певний тип реакцій або реакції певної сполуки — за цим параметром виділяють 6 груп ферментів. Константа дисоціації деяких субстратів з білком-ферментом може досягати менш ніж 10−10 моль/л. Це досягається частковою комплементарністю форми, розподілу зарядів і гідрофобних областей на молекулі субстрата і в ділянці зв'язування субстрата на ферменті. Ферменти демонструють високий рівень стереоспецифічності (просторової специфічності), регіоселектівності (специфічності орієнтації) і хемоселектівності (специфічності до хімічних груп).

### Асиметричний каталіз
Каталіз, в якому каталізатор виступає асиметризуючим
агентом через творення двох діастереомерних проміжних
комплексів з реагентом, котрі надалі дають продукт реакції, збагачений одним з енантіомерів.

### Специфічний каталіз
Пришвидшення реакції тільки одним певним каталізатором з
ряду споріднених сполук. Цей термін, зокрема, стосується каталізу йоном Н+ (ліоній-йоном) — специфічний кислотний
каталіз, або йоном НО– (ліат-йоном) — специфічний основний
каталіз.

### Внутрішньомолекулярний каталіз
Прискорення хімічного перетворення в реакційному центрі
молекулярної частинки завдяки залученню іншої функційної
групи цієї ж частинки, при цьому така група залишається
незмінною в продуктах реакції. Наявність цього різновиду
каталізу визначається за порівнянням швидкостей реакції двох
сполук, в одній з яких є співдіюча(каталізуюча) група, а в
другій її нема. Термін, згідно з рекомендаціями IUPAC, не слід застосовувати
до міжмолекулярного каталізу з каталізуючою групою.

### Гетерогенний каталіз
Каталіз, в якому каталізатор становить окрему фазу в реакційній системі і найчастіше є твердим тілом. Істотну роль тут відіграють процеси адсорбції хімічні взаємодії на його по-верхні, через що велике значення завжди мають стан і розвиненість поверхні каталізатора.

### Гетерогенно-гомогенний каталіз
Пришвидшення реакції, що починається на поверхні каталізатора й продовжується в розчині або в газовій фазі.

### Гетерогенний кислотно-основний каталіз
Каталіз, що відбувається на поверхні твердої фази, яка має кислотно-основні центри, де утворюються комплекси реагентів з каталізатором.

### Біокаталіз
- 1. Прискорення хімічних перетворень речовин в організмі, зокрема за участю ферментів. Відбувається з творенням проміжних комплексів субстрат-фермент. Здійснюється за м'яких умов і відзначається великою селективністю та ефективністю.
- 2. Використання біологічних систем чи їх компонентів для прискорення хімічних реакцій.

### Фотокаталіз
Прискорення фотореакцій під дією каталізатора. Це означає, що світло і певна речовина(каталізатор чи ініціатор) впли-вають на реакцію. Термін стосується процесів, що термодинамічно є можливими(ΔG < 0), а каталіз полягає у зниженні
енергії активації процесу.

### Електрокаталіз
- 1. Пришвидшення електрохімічної реакції внаслідок спеціального формування хімічного складу електрода або модифікування його поверхні.
- 2. Каталіз електродної реакції поверхнею електрода або каталізатором, що знаходиться у розчині.

### Кислотно-основний каталіз
Пришвидшення хімічної реакції в присутності кислот або
основ за рахунок утворення інтермедіата, який є активнішим, ніж субстрат, будучи його йонізованою формою, що
перетворюється в лімітуючій стадії в продукт реакції.
А+ ВH →AH++ B–
AH+ →D + H+
B–+ H+ →BH
AH + B →A–+ BH+
A–→D–
D–+ BH+→DH + B

### Мембранний каталіз
Каталіз, який ґрунтується на вибірковому перенесенні через
каталізатор, що відіграє роль мембрани, одного з учасників
реакції. Мембранним каталізатором для реакцій, де бере
участь водень є паладій, кисень— срібло. При цьому вважається, що водень чи кисень проникають через каталізатор в
активній (атомарній) формі.

### Міцелярний каталіз
Пришвидшення хімічних реакцій в розчині при наявності
поверхнево-активних речовин у концентраціях, вищих від
критичних концентрацій міцелоутворення, отже реакція відбувається за участі міцел. Пришвидшення може бути спричинене
підвищенням концентрацій реактантів, більш зручною для
реакції орієнтацією або підвищенням константи швидкості в
міцелярній псевдофазі.

### Обернений трансфазний каталіз
англ. inverse phase-transfer catalysis
Явище пришвидшення реакцій між речовинами, які знаходяться в гетерофазній системі вода-органічний розчинник, додаванням трансфазного каталізатора (PTC), що екстрагує одного з реактантів (звичайно молекулу) з органічної фази (S) через поверхню поділу у водну фазу (W), де йде реакція. Переносником молекули може бути сполука, що утворює з нею супрамолекулярний комплекс розчинний у воді. Напр. реакція окиснення ненасичених сполук до альдегідів за Ваккером.
PhCH=CH2+ PTC {PhCH=CH2•PTC}S (ОФ)
{PhCH=CH2•PTC}S {PhCH=CH2•PTC}W
{PhCH=CH2•PTC}W–Pt, O2→PhCOH + PTC (ВФ)

### Суперкислотний каталіз
У біохімічних процесах — каталіз йонами металів, який відбувається аналогічно до каталізу йонами Н+.

### Трансфазний каталіз
Див. Трансфазний каталіз
Явище пришвидшення реакцій між речовинами, що
знаходяться в різних фазах (в системі взаємнонерозчинних
рідин, зокрема вода — органічний розчинник, тверде тіло — рідина) додаванням малих кількостей речовини (трансфазного
каталізатора), яка екстрагує один з реактантів (звичайно аніон)
через поверхню поділу в іншу фазу, де відбувається реакція.

## Премії за роботи у сфері каталізу

### Лауреати Нобелівської премії
| Рік  | Ім'я               | Країна    | Обґрунтування |
| ---- | ------------------ | --------- | --- |
| 1909 | Вільгельм Оствальд | Німеччина | «Знак визнання виконаної ним роботи з вивчення каталізу, а також за дослідження основних принципів управління хімічною рівновагою і швидкостями реакції» |
| 1912 | Поль Сабатьє       | Франція   | «За метод гідрогенізації органічних сполук у присутності дрібнодисперсних металів, який різко стимулював розвиток органічної хімії»                      |
| 1918 | Фріц Габер         | Німеччина | «За синтез аміаку зі складових елементів» |
| 1932 | Ірвінг Ленгмюр     | США       | «За відкриття і дослідження в області хімії поверхневих явищ»                                                                                            |
| 1946 | Джеймс Самнер      | США       | «За відкриття явища кристалізації ферментів» |
| 1963 | Карл Ціглер        | Німеччина | «За відкриття ізотактичного поліпропілену» |
| 1963 | Джуліо Натта       | Італія    | «За відкриття ізотактичного поліпропілену» |
| 1975 | Джон Корнфорт      | Австралія | «За дослідження стереохімії реакцій ферментативного каталізу»                                                                                            |
| 2001 | Вільям Ноулз       | США       | "За дослідження, що використовуються у фармацевтичній промисловості, — створення хіральних каталізаторів окисно-відновних реакцій»                       |
| 2001 | Ріодзі Нойорі      | Японія    | "За дослідження, що використовуються у фармацевтичній промисловості, — створення хіральних каталізаторів окисно-відновних реакцій»                       |
| 2001 | Баррі Шарплесс     | США       | "За дослідження, що використовуються у фармацевтичній промисловості, — створення хіральних каталізаторів окисно-відновних реакцій»                       |
| 2005 | Роберт Граббс      | США       | "За внесок у розвиток методу метатези в органічному синтезі»                                                                                             |
| 2005 | Річард Шрок        | США       | "За внесок у розвиток методу метатези в органічному синтезі»                                                                                             |
| 2005 | Ів Шовен           | Франція   | "За внесок у розвиток методу метатези в органічному синтезі»                                                                                             |
| 2007 | Ґергард Ертль      | Німеччина | «За дослідження хімічних процесів на поверхнях твердих тіл»                                                                                              |
| 2010 | Річард Гек         | США       | "За реакції крос-кауплінгу, що каталізуються паладієм, в органічному синтезі»                                                                            |
| 2010 | Еїті Негісі        | Японія    | "За реакції крос-кауплінгу, що каталізуються паладієм, в органічному синтезі»                                                                            |
| 2010 | Судзукі Акіра      | Японія    | "За реакції крос-кауплінгу, що каталізуються паладієм, в органічному синтезі»                                                                            |

### Лауреати нагороди Соморяя
Починаючи з 1999 року, Американським хімічним товариством вручається «Нагорода імені Габора Соморяя за креативні дослідження у каталізі» — на честь визначного науковця у сфері каталізу та хімії поверхні, професора університету Каліфорнії Габора Соморяя.
| Рік  | Лауреат             | Країна          |
| ---- | ------------------- | --------------- |
| 1999 | Джон Мойріг Томас   | Велика Британія |
| 2000 | Габор Соморяй       | США             |
| 2001 | Алексіс Белл        | США             |
| 2002 | Джек Лунсфорд       | США             |
| 2003 | Роберт Граббс       | США             |
| 2004 | Брюс Гейтс          | США             |
| 2005 | Вейн Гудмен         | США             |
| 2006 | Джеймс Думесік      | США             |
| 2007 | Ганс-Йоахім Фройнд  | Німеччина       |
| 2008 | Авеліно Корма Канос | Іспанія         |
| 2009 | Єнс Норсков         | США             |
| 2010 | Роберт Медікс       | США             |
| 2011 | Гарольд Кунг        | США             |
| 2012 | Енріке Іглесіа      | США             |
| 2013 | Тобін Маркс         | США             |

## Фахові організації та видання

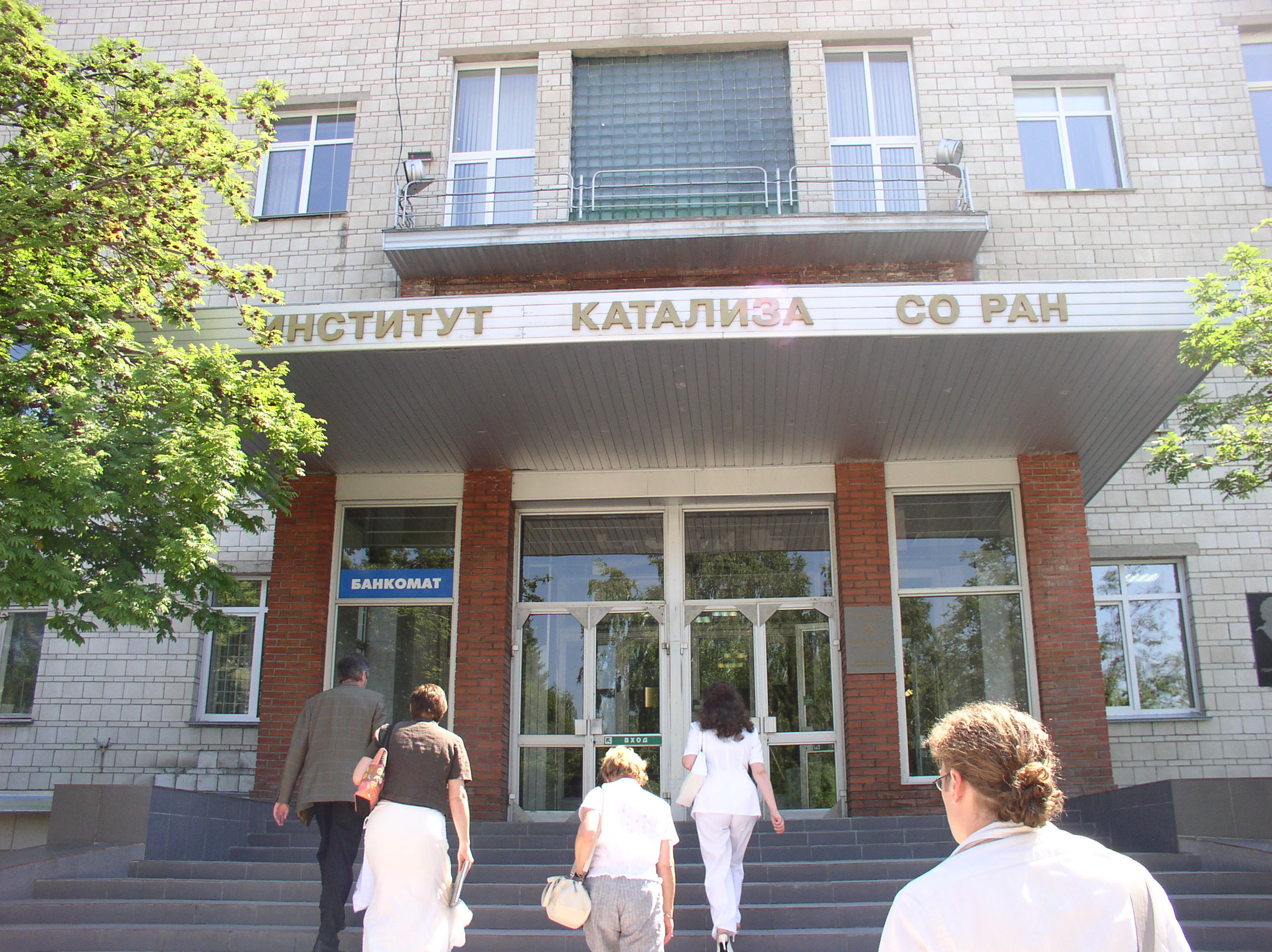
Інститут каталізу імені Борескова (Новосибірськ, Росія)

В Україні провідною установою, де ведуться дослідження каталізу, є Інститут фізичної хімії імені Л. В. Писаржевського. Наукові розробки здійснюються на базі двох підрозділів: відділу каталітичних синтезів на основі одновуглецевих молекул та відділу каталітичних окисно-відновних процесів.
За межами України широко відомі:
- Інститут каталізу імені Лейбніца (Росток, Німеччина)[13]
- Центральний інститут досліджень каталізу Мюнхенського технічного університету (Німеччина)[14]
- Нідерландський інститут каталітичних досліджень (Гаага)[15]
- Інститут каталізу імені Борескова Російської академії наук (Новосибірськ)[16]

З 1994 року Інститутом біоорганічної хімії та нафтохімії НАН України видається збірник наукових праць «Каталіз та нафтохімія».

## Цікаві факти
- Термін «каталіз» трапляється ще задовго до введення його Берцеліусом — у роботі німецького алхіміка Андреаса Лібавія «Алхімія» (1597), але там він мав значення «розчинення, звільнення» (відповідно до початкового значення грецького слова κατάλυσις).